# Криста Мертен
Криста Мертен рођ. Баше (Добретин, 14. октобар 1944 — Марбеља, 1. јул 1986) била је западнонемачка атлетска репрезентативкa, чија је специјалност било трчање на средњим пругама. Такмичила се токомм 1960-их и 1970-их година, и била успешна у трчању на 800 м, 1.500 м и на 3.000 м.
На 1. Европском првенству у дворани 1970. у Бечу освојила је сребрну медаљу у штафети 200+400+600+800 метара.. Штафета је трчала у саставу Елфгард Шитенхелм, Хајди Герхард, Криста Мертен и Јута Хасе. На следећем Европском првенству у дворани 1971. у Софији у трци на 1.500 метара завршила је као пета..
У Либеку 4. јула 1971. западнонемачка штафета 4 х 800 метара у саставу Елен Тител, Силвија Шенк, Криста Мертел и Хилдегард Фалк поставиле су светски рекорд у времену 8:16,8. Исте године на Европском првенству на отвореном у Хелсинкију Мертен је испала у квалификацијама.
Завршила је као 4. у трци на 800 м. на 4. Европском првенству у дворани 1972. у Греноблу.
Мартен је била првакиња Западне Немачке на трци 3.000 метара 1973., као и у трци штафета 3 х 800 метара у 1966.. У кросу победила је 1970 појединачно, а 1965, 1966. и 1970. екипно. У трци од 1.500 метара била је другопласирама 1970. и 1971. године а трећепласирана 1969. У дворани је била прва на 800 метара 1971. и 1972. године и трећа 1964, 1967. и 1968. године, а у трци на 1.500 метара 1970. и трећа 1974. године.
Два пута је порављала немачки рекорд на 1.500 м.
Након што је завршила спортску каријеру, бавила се спољном трговином.
Живот је завршила самоубиством на шпанском купалишту у Марбељи 1. јула 1986.